# Chrysopogon pauciflorus
Chrysopogon pauciflorus är en gräsart som först beskrevs av Alvin Wentworth Chapman, och fick sitt nu gällande namn av George Bentham och George Vasey. Chrysopogon pauciflorus ingår i släktet Chrysopogon och familjen gräs. Inga underarter finns listade i Catalogue of Life.